# Galerías Paradise
Galerías Paradise (The Paradise en inglés) es una serie de televisión británica histórica de género dramático emitida por BBC One. La serie tuvo dos temporadas y se emitió desde el 25 de septiembre de 2012 al 8 de diciembre de 2013 en Reino Unido. Es una adaptación de la novela El paraíso de las damas del escritor Émile Zola reambientada en el Norte de Inglaterra.

## Argumento
Temporada 1
Galerías Paradise cuenta la historia de Denise, una joven que se traslada a una ciudad del noroeste de Inglaterra en 1870 con la esperanza de que su tío le dé trabajo en la tienda que regenta. Sin embargo, al llegar se encuentra con que él y el resto de pequeños negocios de la zona están abocados a la ruina tras la apertura de los grandes almacenes “Galerías Paraíso” y es en este novedoso establecimiento donde acaba encontrando empleo. Su simpatía y su innata capacidad para las ventas terminan por llamar la atención de Moray, el joven dueño del negocio que depende financieramente del Señor Glendenning, cuya hija Katherine está decidida a casarse con Moray.
Temporada 2
El Señor Glendenning ha fallecido y su hija Katherine hereda las galerías. Actualmente ella se encuentra casada con Tom Weston y viven con la hija de este, Flora. Moray que se encuentra exiliado en Francia recibe la llamada de Katherine con el objetivo de que salve a las galerías de la bancarrota. Weston está empeñado en controlar a su mujer y a los grandes almacenes, anulando a Moray para su propio beneficio.

## Producción
La serie se graba en Lambton Castle, que se ha convertido en unos bulliciosos grandes almacenes de lujo de los años 1870. Al lado, se ha construido una calle victoriana con tiendas y una taberna. Para la casa del señor Glendenning se ha utilizado Biddick Hall, también en el estado de Lambton.

## Reparto
- Emun Elliott como John Moray.
- Joanna Vanderham como Denise Lovett.
- Elaine Cassidy como Katherine Glendenning.
- Sarah Lancashire como Señorita Audrey.
- Matthew McNulty como Dudley.
- Peter Wight como Edmund Lovett, tío de Denise.
- David Hayman como Jonas.
- Stephen Wight como Sam.
- Sonya Cassidy como Clara.
- Ruby Bentall como Pauline.
- Finn Burridge como Arthur.
- Patrick Malahide como Señor Glendenning.

## Episodios y audiencias
| Temporada | Temporada | Episodios | Estreno             | Final               | Audiencia media | Audiencia media | Audiencia media |
| Temporada | Temporada | Episodios | Estreno             | Final               | Espectadores    | Cuota           |                 |
| --------- | --------- | --------- | ------------------- | ------------------- | --------------- | --------------- | --------------- |
|           | 1         | 8         | 31 de marzo de 2013 | 28 de abril de 2013 | 1 150 000       | 8,4%            |                 |

### Primera temporada (2013)
| N.º | Título original | Director(es) | Guionista(s)    | Estreno en Reino Unido   | Estreno en España   | Audiencia en España |
| --- | --------------- | ------------ | --------------- | ------------------------ | ------------------- | ------------------- |
| 1   | «Episode 1»     | Marc Jobst   | Bill Gallagher  | 25 de septiembre de 2012 | 31 de marzo de 2013 | 1 015 000 (8,3%)    |
| 2   | «Episode 2»     | David Drury  | Bill Gallagher  | 2 de octubre de 2012     | 31 de marzo de 2013 | 1 185 000 (9,5%)    |
| 3   | «Episode 3»     | David Drury  | Gaby Chiappe    | 9 de octubre de 2012     | 7 de abril de 2013  | 1 219 000 (8,7%)    |
| 4   | «Episode 4»     | Sue Tully    | Bill Gallagher  | 16 de octubre de 2012    | 14 de abril de 2013 | 938 000 (7,3%)      |
| 5   | «Episode 5»     | Marc Jobst   | Bill Gallagher  | 23 de octubre de 2012    | 14 de abril de 2013 | 1 097 000 (9,0%)    |
| 6   | «Episode 6»     | Sue Tully    | Bill Gallagher  | 30 de octubre de 2012    | 21 de abril de 2013 | 975 000 (7,0%)      |
| 7   | «Episode 7»     | Marc Jobst   | Katie Baxendale | 6 de noviembre de 2012   | 28 de abril de 2013 | 1 343 000 (8,5%)    |
| 8   | «Episode 8»     | David Drury  | Bill Gallagher  | 13 de noviembre de 2012  | 28 de abril de 2013 | 1 432 000 (9,2%)    |